# Бернгард VIII (граф Липпе)
Бернгард VIII Липпский (нем. Bernhard VIII. zur Lippe; 6 декабря 1527, Детмольд — 15 апреля 1563, там же) — граф Липпе в 1547—1563 годах.

## Биография
Отец Бернгарда граф Симон V умер, когда Бернгарду было восемь лет. Его опекунами и регентами Липпе стали Филипп I Гессенский, граф Адольф Шаумбургский и Иост II, граф Гойи. Бернгард был воспитан протестантом. В 1546 году Бернгард вступил в свои полномочия в Липпе и в течение всего времени правления стремился упрочить лютеранство в графстве. Эти усилия вызвали недовольство императора Карла V, чьи войска оккупировали графство в ходе Шмалькальденской войны в 1546—1547 годах, а после поражения протестантов в 1548 году реализовывали положения Аугсбургского временного постановления. Графство Липпе в результате стало напрямую подчиняться Священной Римской империи. В 1555 году Бернгард присутствовал на рейхстаге в Аугсбурге и в 1556 году созвал протестантское духовенство на съезд в своём графстве. В 1556 году Бернгард объявил войну графу Иоганну Ритбергскому и держал осаду его двора до 1557 года.
В 1559 году Бернгард передал крепость Штернберг брату Герману Симону в качестве парагиума, что явилось причиной распрей за наследство у Шаумбургов.

## Потомки
В браке с Екатериной (1524—1583), дочерью графа Филиппа III Вальдек-Эйзенбергского родились:
- Анна (1551—1614), замужем за графом Вольфгангом II Эверштейн-Массовом
- Магдалена (1552—1587), замужем за ландграфом Георгом I Гессен-Дармштадтским (1547—1596)
- Симон VI (1554—1613), женат на графине Армгард Ритбергской (1551—1584), затем на графине Елизавете Гольштейн-Шауэнбургской (1566—1638)
- Бернгардина (1563—1628), замужем за графом Иоганном Людвигом Лейнинген-Вестербургским (1577—1622)